# 安立奎·伊格萊西亞斯
安立奎·米格爾·伊格萊西亞斯·普雷斯勒（西班牙語：Enrique Miguel Iglesias Preysler，1975年5月8日—），西班牙唱作人，在拉丁流行樂壇取得成功，於美國和拉丁美洲都十分受歡迎。
安立奎在全球内的專輯銷量超過6千萬張，其中有2張在告示牌熱門100排行榜上獲得第一名和第三名；另外，他是告示牌熱門拉丁歌曲榜裡最多冠軍歌曲的歌手，一共有26首西班牙文冠軍歌曲（共175週），其中2014年的《Bailando》佔據拉丁歌曲榜首41週。排名第2位則是路易斯馬吉爾（Luis Miguel）的16首。2015年8月，《Bailando》在Youtube上的點閱率突破10億，成為首位擁有10億點閱率影片的拉丁歌手。

## 早期生活及家庭
安立奎·伊格萊西亞斯在西班牙馬德里出生。他是著名情歌歌手胡里奧·伊格萊西亞斯（Julio Iglesias）和菲律賓名模伊莎貝爾·普雷斯勒（Isabel Preysler）的第三個兒子。他有一個姊姊Chabeli Iglesias和一個哥哥小胡里奧·伊格萊西亞斯（Julio Iglesias Jr.）。當他的父母在1978年離婚後，安立奎隨父親搬到邁阿密居住。
他是搖滾夏令營青少年演員Anna Maria Perez de Tagle的四表哥。

## 事業
1995年7月12日，安立奎發行他第一張同名專輯《Enrique Iglesias》。這張專輯一共發行了五張單曲，分別是《Si Tú Te Vas》、《Experiencia Religiosa》、《Por Amarte》、《No Llores Por Mí》和《Trapecista》。专辑发行的首周销量达到了一百万张，在当时对与一张非英语专辑来说是一个巨大的成功。此外，由于专辑所取得的巨大成功，唱片公司还在相应地语言区发行了意大利语和葡萄牙语版本。其中意大利语和葡萄牙语的版本里面的大部分歌曲有原来的西班牙语相应地翻译成对应的语言。《Enrique Iglesias》是1996年格莱美年度“最佳拉丁流行专辑”（Grammy Best Latin Pop Album），安立奎也因这张专辑获得了“格莱美最佳拉丁流行曲表演奖”（Grammy Best Latin pop performance）。
1997年，安立奎發行第二張專輯《Vivir》。
1998年，安立奎發行第三張專輯《Cosas del Amor》。

### 打進英語市場
1999年，安立奎發行他第一張英語專輯《Enrique》。
2001年，安立奎發行第二張英語專輯《Escape》。第一張官方單曲《Hero》一上榜就成為英國榜第一名，還有在其他國都取得好成績。
跟隨著他銷售最多的專輯，安立奎立即發行一張西班牙語專輯《Quizás》。這張專輯在告示牌200裡排行第12，是所有西班文語專輯裡排名最高的。
2003年，安立奎發行了第七張專輯《7》，亦是第二張專輯自己有份創作。
另外在2003年，安立奎接拍了由莎瑪·希恩、尊尼·特普和安東尼奧·班德拉斯主演的電影《Once Upon a Time in Mexico》，飾演一個名為Lorenzo的角色。
安立奎在2007年6月12日發行了他個人最新的專輯──《Insomniac》。這張專輯的命名是因為這張專輯錄音工作通常在晚上進行。這張專輯混入更多現代流行音樂的元素。
安立奎在2008年3月25日發行了一張西班牙語歌曲的精選專輯，收錄多首冠軍歌曲，並包括兩首新歌——《¿Dónde Están Corazón?》和《Lloro por Ti》。第一首發行的單曲是《¿Dónde Están Corazón?》，由阿根廷歌手Coti創作，並成為安立奎第十八支在告示牌熱門拉丁歌曲榜的冠軍歌曲。随后第二首单曲《Lloro por Ti》在进入告示牌熱門拉丁歌曲榜前十榜单两个多月之后于11月8日登上排行榜首位，成为安立奎第十九支在告示牌熱門拉丁歌曲榜的冠軍歌曲。
在收获了西班牙语精选专辑取得的成功之后，安立奎在2008年11月11日发行了他的英语精选集专辑《Greatest Hits》。
安立奎在2010年發行了一張西班牙语混英语歌曲的專輯──《Euphoria》。
2011年，《Euphoria》的特別版增加七首歌曲。
2012年，安立奎与Sammy Adams合作发行单曲《Finally Found You》。
2014年，安立奎推出混合拉丁及電音元素的新專輯──《SEX AND LOVE》，專輯中包含与Sammy Adams合作的歌曲《Finally Found You》。

## 個人生活
在2000年6月，電台主持人Howard Stern收到一合有關安立奎在演唱"Rhythm Divine"時咪嘴的錄音帶。
在2001年，當安立奎拍攝單曲《Escape》的音樂錄影帶時，遇見安娜·古妮高娃，兩人開始交往。雖然有報道指出他們已在2007年分手，但安立奎否認，指出這只是他鬧劇。在2017年12月16日，兩人的龍鳳胎 Nicholas 和 Lucy 在美國邁阿密出生。2020年1月30日，誕下第三位孩子。
2024年3月17日發表最後一張專輯《Final (Vol.2)》後，安立奎宣布退出歌壇。

## 音樂作品

### 熱門拉丁歌曲榜冠軍歌曲
| 1. Si Tú Te Vas (12週) 2. Experiencia Religiosa (3週) 3. Por Amarte (8週) 4. No Llores Por Mí (1週) 5. Trapecista (5週) 6. Enamorado Por Primera Vez (12週) 7. Sólo En Ti (10週) 8. Miente 4週) 9. Esperanza (4週) 10. Nunca Te Olvidaré (1週) 11. Bailamos (1週) 12. Ritmo Total (4週) 13. Héroe (1週) 14. Mentiroso (1週) 15. Quizás (1週) 16. Para Qué La Vida (1週) 17. Do You Know? (The Ping Pong Song) (11週) 18. ¿Dónde Están Corazón? (3週) 19. Lloro Por Ti (2周) 20. Gracias a Ti (1周) 21. Cuando Me Enamoro (17周) 22. No Me Digas Que No (1周) 23. Loco (3週) 24. El Perdedor (1周) 25. Bailando (41周) 26. El Perdón (30週) | 1. Bailamos (2週) 2. Be With You (3週) 1. Hero (4週) 1. Hero (2週) 1. Tired of Being Sorry (Laisse le destin l'emporter) (11週) 1. Tired of Being Sorry (Laisse le destin l'emporter) (4週) |

### 其他排行榜冠軍歌曲
1. Could I Have This Kiss Forever (荷蘭、以色列、Eurochart Hot 100、波蘭、西班牙、瑞士)
2. Bailando (西班牙、波蘭)
3. Rhythm Divine (西班牙、波蘭)
4. Be With You (西班牙、波蘭)
5. Sad Eyes (波蘭)
6. Hero (西班牙、英國、澳洲、波蘭)
7. Maybe (羅馬尼亞)
8. La Chica De Ayer (西班牙)
9. Quizas (World Latin Top 30 Singles)
10. Para Qué La Vida (阿根廷,US Billboard Latin Tropical Airplay,World Latin Top 30 Singles)
11. Addicted (印度, US Billboard Bubbling Under Hot 100 Singles)
12. Do You Know/Dimelo (阿根廷、智利、捷克、伊比利亞美洲、Latin America Top 40、墨西哥、羅馬尼亞)
13. Tired Of Being Sorry (芬蘭、羅馬尼亞、土耳其、法國)
14. Can You Hear Me (荷蘭、立陶宛、克羅地亞、捷克)

## 獎項和成就
1996年
- Premio Lo Nuestro: Best Interpretation (Si Tú Te Vas)
- Premio Lo Nuestro: Best Composer (Si Tú Te Vas)
- Premio Lo Nuestro: Best New Artist
- Premios Eres: Best Song
- Premios Eres: Best Video
- Premios Eres: Best Launch
- Ace Award: Vocalist of the Year
- Premio TV Novelas: Best Male Vocalist
- Billboard Award: Album of the Year - New Artist
- World Music Award: Hispanic Artist of the Year
- World Music Award: Revelación of the Year

1997年
- Grammy: Best Latin Performer
- ASCAP Award: Si Tú Te Vas
- ASCAP Award: No Llores Por Mí
- ASCAP Award: Por Amarte
- ACE Award: Performer of the Year
- Radio Music Awards : Best Artist Contemporary Format

1998年
- Billboard Award: Best Latin Pop Artist

1999年
- American Music Award: Favorite Latin Artist

2001年
- World Music Award: Best Selling Pop Male Artist
- World Music Award: Best Selling European Pop Artist
- World Music Award: Best Latin Artist
- American Music Award: Favorite Latin Artist

2002年
- Premio Ondas: Most Successful Spanish Artist of the Last Decade
- American Music Award: Favorite Latin Artist
- National Music Award: Favorite Album (Escape)

2003年
- Latin Grammy: Best Male Pop Album (Quizás)

2004年
- MTV India Awards: Best Male Pop Act International

2005年
- Premio Lo Nuestro : Not in Love/No Es Amor Club Remixes

2007年
- TMF Award : Best International Video (Do You Know)
- Premios jeventud

2008年
- Best International Artist: Radio Regenbogen Awards in Germany
- International Male Artist 2007: Bulgaria's Fan Tv.

## 外部連結
- Enrique Iglesias — 安立奎·伊格莱西亚斯的官方网站
- Enrique Iglesias的MySpace主頁
- Enrique Iglesias （页面存档备份，存于） 的YouTube官方网页
- Enrique Iglesias （页面存档备份，存于） 的Twitter官方网站
- Enrique Iglesias （页面存档备份，存于） 的Google+官方网页